# Союз ТМ-11
Союз ТМ-11 — пилотируемый космический аппарат из серии «Союз ТМ».

## Экипаж старта
- Виктор Афанасьев (1-й полёт) — командир
- Муса Манаров (2-й полёт) — бортинженер
- Тоёхиро Акияма (Япония) (1-й полёт) — космонавт-исследователь

## Дублирующий экипаж
- Анатолий Арцебарский — командир
- Сергей Крикалёв — бортинженер
- Риоко Кикути (Япония) — космонавт-исследователь

## Резервный экипаж
- Александр Волков — командир
- Александр Калери — бортинженер

## Экипаж возвращения
- Виктор Афанасьев — командир
- Муса Манаров — бортинженер
- Хелен Шарман (Великобритания) — космонавт-исследователь

## Описание полёта
Тоёхиро Акияма был первым космическим туристом, который смог полететь в космос за деньги. Телеканал «TBS», на котором он работал, заплатил за полёт 28 миллионов долларов США. На борту ракеты-носителя были изображены японский флаг и реклама. Камера в спускаемом модуле фиксировала процесс приземления для последующей трансляции по телевидению.
В СССР этот запуск назывался первым коммерческим полётом и указывалось, что заработали на нём 14 миллионов долларов США. Японский журналист ежедневно передавал 10-минутный телерепортаж и 20-минутный радиорепортаж. Из-за несовместимости электрических и видеозаписывающих систем СССР и Японии Акияме пришлось брать с собой различные переходники и преобразователи. Всё это оборудование весило около 170 кг и прибыло на станцию «Мир» до прибытия Акиямы на борту транспортного корабля «Прогресс». 5 декабря Акияму переселили в корабль «Союз ТМ-10». 8 декабря Манаков и Стрекалов начали заполнять возвращаемый модуль плёнками и результатами экспериментов. Приземление корабля «Союз ТМ-10» передавалось каналом «TBS» в прямом эфире.
Девятая основная экспедиция на станцию «Мир» осуществила большую программу по переоборудованию станции. Работы по прокладке электрических кабелей проводились не только внутри станции, но и потребовали работ в открытом космосе. После этих работ мощности солнечных батарей стали доступны во всех модулях станции. 7 января был починен выходной люк модуля «Квант-2» (длительность работ в открытом космосе 5 ч 18 мин). После этого были установлены решётки для установки солнечных батарей (23 января, 5 ч 4 мин) и кран для перестановки несущих конструкций солнечных батарей (26 января, 6 ч 20 мин). Кроме того, 25 апреля была заново оттестирована антенна автоматической системы сближения и стыковки «Курс» (3 ч 30 мин). Научные эксперименты проводились в областях наблюдения Земли, биологии, медицины и материаловедения.
Провиант и расходные материалы доставлялись транспортными кораблями «Прогресс М-6» и «Прогресс М-7».